# 锂镧锆氧化物
锂镧锆氧化物（缩写：LLZO，化学式：Li7La3Zr2O12）是一种锂充填的石榴石结构材料，目前正处于固态电解质的应用研究中。它具有高离子电导率，适于用作电解质。它可由碳酸锂、氧化镧和二氧化锆在高温反应制得：
7 Li2CO3 + 3 La2O3 + 4 ZrO2 → 2 Li7La3Zr2O12 + 7 CO2↑
有媒体报道该物质被用作QuantumScape公司的固态锂金属电池的电解质。